# Chosz Magham
Chosz Magham – wieś w Iranie, w ostanie Kurdystan, w szahrestanie Bidżar. W 2006 roku liczyła 490 mieszkańców.